# Effat Nagy
Effat Nagy, née le 5 avril 1905, morte le 4 octobre 1994, est une artiste égyptienne, une des pionnières de l'art contemporain en Égypte. Un musée au Caire lui est consacré, à elle et aux œuvres de son mari. Le musée s'appelle Museum of Saad El-Khadem and Effat Nagy [Musée de Saad El-Khadem et Effat Nagy].

## Biographie
Effat Mousa Nagy est née en avril 1905, au sein d’un milieu aristocratique, à Alexandrie,,. Elle reçoit un enseignement privé, une formation en musique et en mathématiques et une formation artistique à la fois par d'un professeur particulier et par son frère, l’artiste Mohamed Nagy, né en 1888. Elle complète cette formation à l'Académie des arts de Rome en 1947. Elle travaille aussi quelques mois en Égypte sous la direction d'André Lhote, invité dans ce pays par Mohamed Nagy, et utilise l'archéologie égyptienne comme sujet : elle visite avec lui les temples pharaoniques et la Nubie, et réalise des peintures sous sa supervision,.
.
Elle épouse en 1945 Saad Al-Khadem, qui est à la fois un artiste et un chercheur, menant des recherches sur les traditions égyptiennes. Les recherches de son mari inspirent son art,,.
En 1964, elle expose ses œuvres à l'occasion d’une exposition faisant suite à un travail qui lui a été commandé par l’Etat égyptien l'année précédente. Il lui avait été demandé d'enregistrer les vestiges archéologiques qui allaient disparaître sous les eaux du barrage d'Assouan lors de sa construction. Elle fait partie des 64 artistes choisis pour réaliser ce travail.
En 1968, un musée Mohamed Nagy est fondé et Nagy fait don de quarante peintures de son frère pour aider à créer une collection permanente pour ce musée. Effat Nagy et son mari ont également un musée au Caire qui leur est consacré et qui ouvre ses portes en 2001. Il contient environ 200 de leurs peintures et poteries, dont 24 peintures de Nagy et 34 de son mari, y compris un grand nu où Nagy est le modèle. Le bâtiment contient également leur ancienne bibliothèque.
Effat Nagy meurt en 1994, à son domicile à Alexandrie,,. Ses œuvres ont fait l'objet de plusieurs expositions, notamment en Égypte, en France, en Italie, et dans des expositions collectives telles que Présences arabes au Musée d'Art moderne de Paris en 2024.